# Frontière entre la Chine et la Corée du Nord
La frontière entre la Chine et la Corée du Nord est une frontière internationale séparant la république populaire de Chine de la république populaire démocratique de Corée (Corée du Nord). Elle est la frontière historique entre les précédents régimes chinois et coréens depuis la fin du XIVe siècle. Fixée précisément en 1962 par les deux États actuels, elle n'a pas été officiellement acceptée par la Corée du Sud, l'autre État de la péninsule de Corée.

## Caractéristiques
Mesurant 1 416 km, au nord de la péninsule coréenne, la frontière débute à l'ouest au niveau du golfe de Corée sur la mer Jaune et remonte ensuite l'intégralité du cours du fleuve Yalou (Amnok en coréen) jusqu'à sa source sur le mont Paektu. La frontière descend ensuite jusqu'au fleuve Tumen et le suit jusqu'à la jonction avec les frontières sino-russe et russo-coréenne (42° 25′ N, 130° 36′ E), 19 kilomètres avant l'embouchure du fleuve dans la mer du Japon.
Il n'existe que peu de points de passage ouverts entre les deux États. Le plus significatif en est le pont de l'amitié sino-coréenne, enjambant le Yalou entre la ville nord-coréenne de Sinuiju et la ville chinoise de Dandong.

## Historique
À la fin du XIVe siècle, la frontière entre le royaume de la dynastie Joseon au sud et l’Empire ming au nord se fixent le long des fleuves Yalou (Amnok en coréen) et Tumen.

En rouge, la préfecture autonome coréenne de Yanbian au nord-est de la Chine actuelle, frontalière avec la Corée du Nord.

Entre le XVIIIe et le XXe siècle, des querelles apparaissent entre les deux pays sur le tracé autour du Mont Paektu (mont « Changbai » ou « Baitou » en chinois), ainsi que Jiandao (Kando en coréen), une région peuplée de Coréens sur la rive gauche du Tumen.

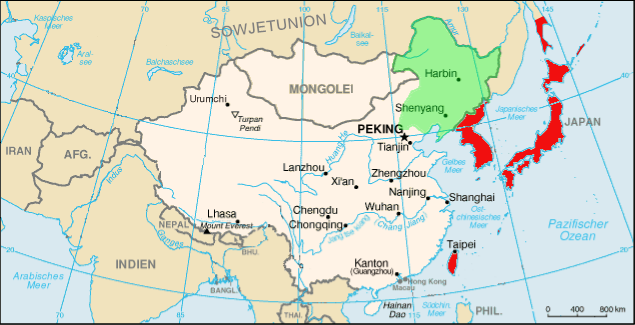
En rouge, l’empire du Japon en 1930, la Corée incluse, et en vert le Mandchoukouo.

En 1909, peu avant le traité d'annexion de la Corée de 1910, le traité de Jiandao entre l'empire du Japon et l'Empire qing reconnaît la souveraineté chinoise sur le Jiandao, l'actuelle préfecture autonome coréenne de Yanbian. Pendant l’occupation japonaise de 1910 à 1945, la frontière devient celle entre la république de Chine et le Japon jusqu'en 1932, puis du Japon avec le Mandchoukouo, un État satellite. En juin 1937, la résistance à l'occupation japonaise, dirigée par Kim Il-sung, défait les troupes coloniales à proximité de la frontière, à Pochonbo.
Après la Seconde Guerre mondiale, la frontière devient celle de république de Chine puis de la république populaire de Chine, proclamée en 1949 d’une part, et de la zone d’occupation soviétique en Corée, puis de la république populaire démocratique de Corée, proclamée en 1948, d’autre part.
En 1962, les régimes communistes de Chine et de Corée du Nord signent des traités sur leur frontière au contenu longtemps gardés secrets. Les deux fleuves sont confirmés dans leur rôle frontalier avec répartition des îles et des bancs de sable ; l'estuaire du Yalou devient entièrement nord-coréen. La frontière au mont Changbai-Paektu est définie. Cependant, les dirigeants chinois Mao Zedong et nord-coréen Kim Il-sung ont pu, par la suite, revendiquer l'ensemble du mont, comme si le tracé frontalier était toujours contesté entre les deux États.
Officiellement, la république de Corée (la Corée du Sud) n'a jamais émis d’avis sur la frontière entre la Chine et la Corée, même si les cartes sud-coréennes incluent le mont Paektu en entier. Cependant, des revendications sur le Jiandao et l’abolition du traité de Jiandao ont été évoqués par des parlementaires sud-coréens au cours des années 2000 lors de disputes historiographiques sur le royaume de Koguryŏ (-37 à 668), dont l’héritage est revendiqué par les deux peuples voisins tandis que son territoire est à cheval sur la péninsule de Corée et la Mandchourie.
Entre le 26 février et le 1er mars 2024, le photographe et journaliste de l'AFP Pedro Pardo a réalisé un reportage photographique sur la Corée du Nord, depuis la frontière chinoise dont 10 images ont été dévoilées.